# Stardust (Willie-Nelson-Album)
Stardust ist ein Coveralbum des Country-Sängers Willie Nelson. Es wurde von Booker T. Jones produziert und 1978 veröffentlicht.

## Entstehungsgeschichte
1977 überraschte Nelson die Verantwortlichen bei Columbia Records mit der Ankündigung, ein reines Coveralbum mit Popsongs aus den 1950ern aufzunehmen. Rick Blackburn versuchte, den erfolgreichen Country-Sänger davon abzubringen, da er kein kommerzielles Potenzial für das Album sah. Nelson, der gerade auf einem Höhepunkt seiner Karriere war, konnte die Warnungen ignorieren, da sein Vertrag ihm die vollständige kreative Kontrolle zusicherte. Er antwortete auf die Einwände: „Why be predictable?“ (etwa: „Warum berechenbar sein?“).
Mit Booker T. Jones, ehemals Organist der Soul- und Instrumentalmusik-Gruppe Booker T. & the M.G.’s, wählte er zudem einen unkonventionellen Produzenten für sein Vorhaben, denn Jones war eher auf R&B spezialisiert. Zusammen stellten sie eine Liste von zehn Standards im Stile von Ray Charles’ ersten Gehversuchen zusammen. Neben der Produktion übernahm Jones auch mehrere Orgel- und Klavierpassagen auf dem Album.
In der Retrospektive bezeichnete Nelson die Zusammenarbeit als ein Muss. Er war sich nicht sicher, in welche Richtung die Musik gehen sollte und benötigte eine „leitende Hand“ im Studio. Nelson spielte einen Großteil der Songs zusammen mit seiner damaligen Liveband in Brian Aherns Aufnahmestudio in Los Angeles ein. Als Gastmusiker trat Nelsons Schwester Bobbie Nelson auf, die einige der Songs aus ihrer Arbeit als Lounge-Pianistin kannte. Mickey Raphael spielte die Mundharmonika ein.
Das Albumcover zeigt einen blauen Sternenhimmel, der von Susanna Clarke, der Frau des texanischen Songwriters Guy Clark, gezeichnet wurde.

## Erfolg und Rezeption
Nelson spielte die Lieder nicht unverändert nach, sondern verwandelte die Popsongs in Country-Musik, ohne dabei jedoch das Original komplett neu zu interpretieren. Das Album etablierte Nelson endgültig als eine Speerspitze der Outlaw-Bewegung. Als das Album 1978 erschien, konnte es an die Erfolge seiner vorherigen Alben anknüpfen. Drei Singles konnten sich auf Platz eins der Country-Single-Charts platzieren; das Album erreichte Platz eins der Country-Album-Charts und Platz 30 der US-Billboard-200-Charts. Eine Neuveröffentlichung 1983 ließ die Platte erneut in die Country-Charts einsteigen.
Insgesamt blieb das Album zwei Jahre in den Billboard-Charts und zehn Jahre in den US-Country-Charts. Es erhielt  fünfmal Platin, verkaufte sich damit in den USA über fünf Millionen Mal und ist Nelsons erfolgreichstes Album. 1979 erhielt Nelson für seine Interpretation von Georgia on My Mind einen Grammy für die „Best Male Country Vocal Performance“.

## Titelliste
1. Stardust (Hoagy Carmichael, Mitchell Parish) – 3:53
2. Georgia on My Mind (Hoagy Carmichael, Stuart Gorrell) – 4:20
3. Blue Skies (Irving Berlin) – 3:34
4. All of Me (Seymour Simons, Gerald Marks) – 3:54
5. Unchained Melody (Hy Zaret, Alex North) – 3:50
6. September Song (Kurt Weill, Maxwell Anderson) – 4:35
7. On the Sunny Side of the Street (Dorothy Fields, Jimmy McHugh) – 2:36
8. Moonlight in Vermont (John Blackburn, Karl Suessdorf) – 3:25
9. Don’t Get Around Much Anymore (Duke Ellington, Bob Russell) – 2:33
10. Someone to Watch over Me (George Gershwin, Ira Gershwin) – 4:03

## Singleauskopplungen
- Georgia on My Mind war die erste Singleauskopplung des Albums. Das Original wurde von Frankie Trumbauer eingespielt, die bekannteste Version stammt von Ray Charles. Nelsons Version platzierte sich auf der Top-Position der Country-Charts. Hoagy Carmichael, einer der Autoren des Stücks, konnte so mit 79 Jahren dort seinen ersten Hit verbuchen.[1]

- Blue Skies, die zweite Single-Auskopplung des Albums, stammt von Irving Berlin, der ebenso wie Carmichael noch am Leben war und mit 90 Jahren auch seinen ersten Nummer-eins-Hit in den Country-Charts verbuchen konnte.[1]

- All of Me, die dritte Auskopplung, stieg auch auf Platz eins der Country-Charts. Das im Original von Louis Armstrong stammende Stück wurde von Nelson im Stil von Django Reinhardt interpretiert.[1]

- September Song, im Original von Kurt Weill für das Musical Knickerbocker Holiday geschrieben, erreichte Platz 15 der Country-Charts.[3]

## Wiederveröffentlichungen
1999 erschien das Album mit zwei Bonustracks im CD-Format.
1. Scarlet Ribbons (J. Segal, Evelyn Danzig) – 4:30
2. I Can See Clearly Now (Johnny Nash) – 4:18

2008, anlässlich des 30-jährigen Jubiläums, veröffentlichte Sony BMG Music Entertainment das Album als Doppel-CD-Edition mit 16 Titeln anderer Nelson-Veröffentlichungen (More from the Great American Songbook), die ebenfalls in das Konzept von Stardust passen.
1. What a Wonderful World (George David Weiss, Bob Thiele)
2. Basin Street Blues (Spencer Williams)
3. I’m Confessin’ (That I Love You) (D. Dougherty, E. Reynolds, A. Neiburg)
4. I’m Gonna Sit Right Down and Write Myself a Letter (Fred E. Ahlert, Joe Young)
5. The Gypsy (Billy Reid)
6. Mona Lisa (Jay Livingston, Ray Evans)
7. Ac-Cent-Tchu-Ate the Positive (Johnny Mercer, Harold Arlen)
8. Ole Buttermilk Sky (Hoagy Carmichael, Jack Brooks)
9. That Lucky Old Sun (Haven Gillespie, Beasley Smith)
10. Little Things Mean a Lot (E. Calisch, C. Stutz)
11. Cry (Churchill Kohlman)
12. You’ll Never Know (Mack Gordon, Harry Warren)
13. Tenderly (Jack Lawrence, Walter Lloyd Gross)
14. Stormy Weather (Harold Arlen, Ted Koehler)
15. One for My Baby (and One More for the Road) (Johnny Mercer, Harold Arlen)
16. Angel Eyes (Earl Brent, Matt Dennis)